# كابتن كورو
كابتن كورو هو أحد شخصيات أنمي ومانغا ون بيس , و قد كان سابقا كابتن قراصنة القطة السوداء قبل ان يعتزل القرصنة وكانت هناك مكافأة مالية على رأسه قدرها 16,000,000 بيلي، وقد كان يتظاهر بأنه الحارس الشخصي لكايا.

## مظهره
كورو هو رجل نحيف يرتدي نظارات دائما، ولم تسقط منه حتى عند قتاله مع لوفي، وخلال تواجده في قرية غيكو كان يرتدي سترة سوداء توجد عليها علامتان ذهبيتان فوق قميص أبيض ذو حافات، مع نتوءات، ويرتدي ربطة عنق، ويرتدي بنطال أسود، ويرتدي حذاء رياضي مخطط (كان يرتديه عندما كان قراصن) , و يرتدي هكذا حتى ليشك أحد منه بأنه كان قرصانا خطرا 

و قد كان يرتدي سترة الكابتن عندما كان كابتن قراصنة القطة السوداء، وكان يرتدي قميص أبيض غير مرتب، وبنطال أسود وكان يرتدي نفس النظارات ونفس الحذاء المخطط

دائما يضع كورو نظاراته، حتى عند قتاله مع لوفي لم تسقط حتى عندما قضى عليه، حيث قام لوفي بنطحه نطحة قوية جدا كسرت إحدى عدستي النظارات لكنها لم تسقط، كورو يعتبر هذه النظارات رمز له ورفض تغيرها عندما طلبت منه كايا.

## شخصيته
كورو رجل ذكي جدا (ثاني أذكى شخصية في الأزرق الشرقي خلف بين بين بكمان) , لذلك لم تفشل خططه أبدا في الماضي، ولكن على الرغم من ذكائه إلا أنه يقلل من قوة خصومه أحيانا ويعتمد حسب المظهر ليعرف ان كان قوي ام ضعيف، كما قال على أوسوب ولوفي و لكن كانا سبب هلاكه 

خطتي لا يمكن أن تفشل , كانت هذه كلماته الأخيرة قبل ان يهزم ضد لوفي 

كورو كان فخورا جدا بخطته، فقد كانت خطة رائعة، وقد قام بالعديد من الخطط القوية عندما كان قرصانا، وقد كان يدعي بأن خطته لا يمكن أن تفشل ابدا، وقد كان مستعدا لقتل جميع افراد طاقمه فقط في سبيل نجاح خطته، وقد فعلاها فعلا لكنه هزم من قبل لوفي، لقد فقد كورو صبره في اللحضات الأخيرة وأصبح غاضبا 

و قد كان يحب نظاراته كثيرا رغم انها كانت تنزلق احيانا على أنفه، وقد كان يدفعها في نهاية كفه كي لا تخدشه مخالب القط الحادة، وعلى رغم من كسر أحد عداستها من قبل لوفي لكنه احتفظ بها عندما كان في السجن، ولقد كسر النظارات الجديدة التي اعطته اياها كايا كهدية 

كورو لديه تفكير شيطاني ويعتبر أحد أكثر الاشرار شرا في ون بيس , و هو قاسي جدا ولئيم، ويقوم للتضحية بأي شخص فقط لكسب مطامحه 

و خلال السنوات الثلاثة التي قضاها كخادم لكايا، قد كان يتظاهر بأنه شخص ودود ومحب و طيب القلب (مع قليل من الغرور) و يكره القراصنة وعلى هذا النحو، وقد كان ينظر لأوسوب بكره بسبب كون أوسوب يحب القراصنة (بحجة ان كورو كان يكره القراصنة) , و قد استخدم اسم كلاهدور ليثبت أنه ليس كورو القرصان المعروف سابقا، وقد كان ممثلا جيدا، وقد كان يستخدم الضمير في كلامه، في حين عندما كان كورو كان فضا في الكلام وقد كان يتحدث بكل عجرفة وبارد الأعصاب، وفي كلا الحالتين كانت كايا وميري (خادم عند كايا) يخافان منه

على الرغم من برودته وهدوئه، وتظاهره بأنه يكره العنف الذي لافائدة منه، لكن كورو من داخله متعطش للدماء، وذلك من استخدام الهجمات العنيفة والوحشية لكل من يعترض طريقه، وتكون وحشيته هائلة عندما يرى الهلال، وقد كان يجد صعوبة في مراحل تغير القمر من خلال هذه الحالة، وقد كان يحتفظ بهذه الصفو منذ ان كان قرصانا، وكان طاقمه يخشى منه، وفي مرة عندما كان قرصان ورأها الهلال زادت وحشيته و هجم على سفينة البحرية بمفرده ودمرهم بكل وحشية، وحتى بعد أن تظاهر بأنه شخص برئ يكره العنف، كان كلما يرى الهلال يجن ويتعطش للقتل، مما دفعه لمهاجمة ميري لأهداء نفسه، وقد كان دائما يرفع نظاراته من طرف كفه سواء كان قرصان أو خادم، لأنه لم ينسا طريقة قتله.

## علاقاته

### طاقمه
ينبغي للقراصنة أن يكونوا دروعا للكابتن، يعيشون ويموتون من أجلي , هذا ما قاله كورو على طاقمه

كانت علاقة كورو مع طاقمه سيئة فقد كان يقتلهم، وقد كان يعتربهم مجرد مهرجون يطيعون أوامره دون اعتراض، ويقتل كل من يفشل في خططه، وكان هذا مع طاقمه منذ البداية، وقد كانوا يضحون من أجله بدون اجبار، وقد كان يعتبر بأن الجميع يجب أن يموت من اجل نجاح خططه، وقد قام كورو بقتل الكثير من طاقمه وجرحهم و هذا ما جعل لوفي يغضب وأوقفه 

و قام كورو بخداع أحد طاقمه وجعله يتوهم بأنه هو الكابتن كورو عن طرق نائبه جانكو، وقامت البحرية بألقاء القبض عليه ولغي المكافأة التي كانت على رأس كورو وأعدموه 

عندما كان الطاقم يقضي وقتا عصيبا مع قراصنة قبعة القش (وهذا ما لم يتوقعه كورو) , غضب كورو لأن خطته لم تسري مثلما خطط واتهم جانكو بأن طاقمه لم يعد مثلما كانوا، وقد غضب كل من الاخوان بوتشي وشام (اثنان من أقوى قراصنة القطة السوداء) من تصرفات كورو وحاولوا التمرد ضده لكنه أمسكهم بسهولة وأعطاهم 5 دقائق لقتل قبعة القش وإذا لم يفعلو يقتلهم 

قد كان قراصنة القطة السوداء يحبون جانغو ويولون له وكان على استعداد بأخذ شارة الكابتن من الطاقم الذي أصبح يقودهم منذ ثلاث سنوات، ولقد حزن جانغو عندما تحدث معه كورو على شاطئ الجزيرة فقد كان كورو ينظر لجانكو على أنه مهرج مثل بقية الطاقم ويجب عليه ان يضحي لنجاح الخطة وقال له بان البحرية وقراصنة القطة السوداء جميعهم اعدائه 

## أعدائه

### قوات البحرية
لقد كان كورو غاضب جدا بسبب مطاردة البحرية له طيلة حياته عندما كان قرصان، فضلا عن أولئك الذين يريدون أخذ المكافأة التي على رأسه، وكان يريد الحياة بدون ازعاج، وبعد أن تعرض للهزيمة على يد لوفي عرفت قوات البحرية بأنه لا يزال على قيد الحياة ونشطوا مكافأته من جديد.

### قبعة القش
لم يكن كورو في البداية ينظر لقراصنة قبعة القش على انهم تهديد، كان يراهم مجرد أطفال وليسوا قراصنة حقيقيون، حتى بعد هزيمة طاقمه على يدهم قال ان طاقمه لم يعد كالسابق، إلى أن اظهر لوفي قدرة فاطة الشيطان، لقد كان كلام كورو حول القراصنة مغضب للوفي فقد كان ينظر لهم من جهة أخرى، وغضب عندما قلل من شأن قراصنته الذي ادى إلى هلاكه 

كورو سخر من اوسوب (قبل ان ينظم الاخير إلى قبعة القش) عندما دعا نفسه قرصان وقال انهم مجرد أطفال وينظر له على أنه مجرد حشرة، وقد كان اوسوب يكرهه وقد زاد كرهه عندما عرف بمخططه، وقد كان كورو (عندما كان يتظاهر بأنه شخص آخر) يكره أوسوب لأن والده (ياسوب) قرصان أيضا، ولم يهتم كورو بأن اوسوب سمع حديثه مع كورو، فقد كان متأكدا بان القروييون لن ليصدقوه في حال اخبارهم بما سمع، وكان هذا أحد العوامل التي ادت إلى فشل خطته في كايا

أنا، الذي كان يوما معروف بكابتن كورو اللعين ينحني لفتاة صغيرة فاسدة وينفذ كل أوامرها هل يمكنك فهم إذلالي كلمات كورو لكايا

عندما كان كلاهادوري كان يترف بإدب ولاباقة ليحصل على ثقة الأنسة كايا مؤقتا، وقد كان يكره التصرف بهذا الدور الذي يقوم به منذ ثلاث سنوات، ولقد أسترجعت كايا ذكرياتها معه عند لحظة خيانته لها، وأظهار احتقاره لها 

قد كانت كايا معجبة جدا بكلاهادوري ولم تصدق أوسوب عندما قال بأنه قرصان شرير، وقد كان كلاهادوري يتظاهر بأنه يحبها وحرصه على أن تبقى بأمان، وقد منعها من رؤية أوسوب، أحد العوامل التي ادت إلى زيادت تعلقها به، وعندما عرفت بخيانته لها لم تتمكن من ضغط زناد المسدس بسبب ذكرياتها، وقد شعرت بالتضايق عندما رأت كورو ليس نادما حتى لقتله ميري أو حتى لم ينكر، وقال لها ان المطلوب هو قتلها فقط 

قد كانت علاقة كلاهادوري بميري علاقة ودية حيث انهما كانا خادما لكايا وكانا يكرهان أوسوب بسبب لعبة القراصنة واعتقاده بانه كابتن، و لم يصدق ميري قول اوسوب عن كلاهادوري بانه قد كان قرصانا، و لكن عندما رأى كورو على حقيقته تحولت ثقته إلى خوف شديد 
لم يظهر كورو أي سوابق أو عداوات سابقة مع ميري بل قتله فقط بسبب حالته عند رؤية الهلال و تعطشه للدم و القتل، و قد قتل كورو ميري بسرعة في الليل 

لقد تمكن كورو كسب ثقة القريوين خلال الثلاث سنوات الماضية، و ذلك عن طرق لباقته و كلامه المهذب و الجميل معهم، و لم يدقوا اوسوب عندما قال بأنه قرصان يريد ذبحهم، و بقد اخبر كورو جانغو (قبل ثلاث سنوات) بأن والد كايا قد انقذ حياته و انه مدين له (و لكنه كان يكذب لأنه كان جزءا من الخطة).

## قدراته

### قدراته البدنية
كورو بارع في القتال و ماكر و لديه عدة اساليب لقتل خصومه، و هو ذكي ليجعله ثاني أذكى شخص بالازرق الشرقي، و تمكنه من خداع البحرية و اعتقادهم بانهم قد اعدموه 

يلقب ب«كورو ذو المئة خطة» , و تبين ان لديه الكثير من التكتيكات و الصبر و العزيمة، و تنفيذ الخطة منذ ثلاث سنوات و صولا لأدق التفاصيل، و تمكن من كسب ثقة أهل القرية و جعلهم يئمنون بأن اوسوب خبيث و محتال 

و هو يكره ان يعصي اومراه أحد كما فعلا بوتشي وشام و أعتقدا بأنه قد فقد قوته لأنه لم يقاتل منذ ثلاث سنوات و هجموا عليه و لكنهم أخطؤو فقد خنقهم بثواني، و لقد اعتبر كورو بان زورو
ناعم و ضعيف لأنه لم يستطيع هزيمة بوتشي بضربة واحدة 

و إلى جانب ذكائه فكورو مقاتل رائع و قوي جدا، و تعطشه للقتل أثناء رؤيته الهلال، و لديه قدرة تحمل عالية و ذلك عند قتاله لقبعة القش، و على رغم من أن فواكه الشيطان قليلة جدا في الازرق الشرقي إلا انه عرف بان لوفي تناول واحدة بينما تعجب الكثيرون من هذه القدرة (بما فيهم بيقة قراصنة القطة السوداء)

### تقنياته في الهجوم
- قدم الشبح , و هي تحركه بسرعة كبيرة جدا بحوالي 100 متر بال5 أو أربع ثواني و كأن أقدامه تتعدد و ذلك للأنقضاض على خصمه، و هذه التقنية قوية جدا حيث لا يمكن للخصم توقع الهجوم القادم من كورو.
- زحف القط , و هي تقنية عالية و فعالة و هي مهاجمة الخصم بالمخالب و لكن عيبها بانه يعود لسرعته العادية أثناء الهجوم مما يجعله مرئيا.

## أسلحته
يستخدم الكابتن كورو سلاح قوي جدا و هو مخالب القط , و تكون مخالب حادة و طويلة يمكنها تقطيع الصخور العملاقة، و يجمع بين قوة المخالب و سرعته الكبيرة في الجري و الانقضاض و تقطيع الخصم، و قد كان كورو يرفع نظارات بطرف يديه و ذلك بسبب مخالب القط و قد اعتاد عليها حتى بعد ثلاث سنوات، و هذا دليل على أن الكابتن كورو لن ينسى كيف يقتل.

## تاريخه

### ماضيه
كان كورو كابتن قراصنة القطة السوداء اللعين، و يلقب بكورو ذو المئة خطة، و لكن مع مرور الوقت سئم مطاردة قوات البحرية له 

قبل خمس سنوات من القصة اخبر كورو جانغو بانه يريد التخلي عن منصب الكابتن بسبب مطاردة البحرية له للمرة الثالثة بالأسبوع، لأنه قرصان سيئ السمعة، و قال جانغو بأن البحرية لن تتوقف حتى عند موت كابتن القراصنة، و قال كورو بانه على وشك الموت و يجب على جانغو ان يتولى منصبه، و في مرة تعرضت سفينة بيزان الأسود إلى هجوم من قبل البحرية و طالب كورو ان يعطوه قاربا ليذهب إلى سفينة البحرية و فعلوا ذلك و ذهب إلى السفينة و قتل كل من فيها إلى شخصا واحدا قد كسر فكه و قطع كفه و قد كان ذلك الشخص الكابتن مورغان نفسه 

و قد أمر كورو جانغو بتنويم أحد قراصنته مغناطيسيا , و رفض مورغان التوسل لكورو لقتله و قال كورو لمورغان بأنه سيقبض على الكابتن كورو , و قد اعتقد ذلك العضو بانه كورو فعلا و اعتقد مورغان بانه الكابتن كورو اللعين فأخذه معه , و قد كان كورو سعيدا لأن الجزء الأول من خطته انتهى 

و بعد فترة غير كورو اسمه و ذهب لقرية ليتظاهر بانه رجل طيب و يعمل لخدمة الفتاة الصغيرة كايا , و لكنه كان يريد سرقة كنز الأسرة , و قد كان يركه اوسوب , و بعدها سمع اوسوب بما كان يخطط كورو و عرف كورو بانه قد سمعه لاكنه تأكد من ان أهل القرية لن يصدقوه , و بالفعل كذبوه و ضربوه , لكن لوفي عرف بالحقيقة و نشأ قتال قوي بين كورو و لوفي في معركة انتهت بفوز كرور , و لكن لوفي أستمر في القتال حتى ان تمكن من الفوز على كورو و قد تمكن زرور من هزيمة بوتشي و شام بصعوبة و تمكن اوسوب من قنص جانكو من بعيد , لكن كورو لم يمت و اختفى بحيث لايعرف أحد اين هو.

## معاركه
- الكابتن كورو ضد قوات البحرية (بما فيهم مورغان)

النتيجة : فوز الكابتن كورو بسهولة 
- كورو ضد اوسوب

النتيجة : فوز كورو بسهولة
- كورو ضد بوتشي و شام

النتيجة : فوز كورو بسهولة
- كورو ضد مونكي دي لوفي

النتيجة : فوز كورو 
- كورو ضد قراصنة اوسوب

النتيجة : فوز كورو بسهولة 
- كورو ضد قراصنة القطة السوداء

النتيجة : فوز كورو بسهولة 
- كورو ضد مونكي دي لوفي

النتيجة : فوز لوفي و هزيمة كورو لأول مرة في حياته

## الأختلافات في الأنمي و المانغا
في المانغا , بعد أن قام كورو بقتل ميري قام بترك خدوش في جميع انحاء الغرفة و ذلك بسبب مشاهدته الهلال , في الانمي لم يفعل ذلك بل غادر الغرفة مباشرة متجها نحو كايا لقتلها لاكنه ضبط نفسه ولم يفعل

في المانغا لم يظهر كورو أبدا بعد هزيمته من لوفي , في الانمي ظهر كورو مرة أخرى يرتدي ثياب الكابتن عندما شاهد مكافأة لوفي الجديدة البالغة 30,000,000 بيلي

في الانمي عاد كورو مرة أخرى إلى حياة القرصنة , و قد تمكن من الحفاظ على سريته من قوات البحرية , و و هذا عندما ظهر الضابط فولبودي و قد كان ينظر لملصق كورو و يوجد عليه X أحمر و هذا يعني انه لايزال يعتقد أنه ميت.